# Произход и развитие на романските езици
Романските езици, подгрупа на италийските езици, произлизат от местните диалекти на латинския език, говорени в различните провинции на Римската империя. Смята се, че ранните романски езици се развиват на базата на простонародния латински и окончателно се оформят в отделни езици около девети век.

## Историческо развитие
Разговорният латински се развива по различен начин в различните провинции на Римската империя и по този начин дава начало на модерния френски, италиански, испански, португалски, румънски, каталонски и реторомански. Въпреки че официалният език във всички тези области е бил латинският, простонародният латински е езикът, говорен от народа, до момента, в който местните диалекти се отделят толкова силно от латинския, че се превръщат в самостоятелни книжовни езици.

## Звукови промени

### Гласни звуци
Гласните звуци в романските езици са по-малко на брой отколкото в сравнение с латинския. Това опростяване се забелязва първоначлно в простонародния латински, а от там преминава и в производните му езици.
За разлика от латинския език, където има десет различни гласни: дълги и късни варианти на A, E, I, O, V и три двугласни AE, OE и AV (или според някои източници четири заедно с VI), в романските езици те се свеждат до система от седем ударени гласни (шест в румънски и пет в сардински) и пет неударени гласни звука.
Много от двугласните се променят е едногласни. Съчетанието AV първоначално се запазва, но после преминавайки през [o] и [oː], се превърща в много езици в [o]. (В португалски се развива само до [ou], а окситански и румънски запазват [au]). Късите O и E, които са последица от промените, се оказват нестабилни в дъщерните езици и имат склонност към дифтонгизиране. Класическата дума focus (във винителен падеж focum), „огнище“, става протороманската дума за „огън“, заменяйки ignis, но нейното късото „O“ в по-голямата част от дъщерните езици се превръща в двугласна:
- Френски: feu (днес вече не е двугласна, а /fø/)
- Италиански: fuoco
- Испански: fuego

Във френски и италиански тези промени настъпват само в отворените срички, за разлика от испанския, където дифтонгизация настъпва при всички положения. Това води до проста система, състояща се от пет гласни и в ударените и в неударените срички. В португалски не настъпва изобщо никаква дифтонгизация (fogo ['fogu]), а в румънски има такава на краткото E (fier от латински ferrum), но не и на краткото O (foc). Португалският всъщност избягва нестабилността на някои от своите гласни, като запазва до известна степен разликата между дълги и къси гласни в системата си от отворени и затворени срички. Дългите латински e и o в повечето случаи стават затворени гласни (пишат се ê и ô, когато са под ударение), а съответстващите кратки стават отворени гласни (пишат се é и ó, когато са под ударение). Тяхното произношение е същото, каквото е посочено в таблицата от дясно в графата за простонароден латински. Получила се е все пак известна нестабилност, особено при неудареното o, което се променя в [u], и при неудареното e, което се променя в [i] или [ə].

### Съгласни звуци
Палатализацията на латинските звуци /k/, /t/, и често на /g/, е почти всеобхватна в романските езици с изключение на далматинския и някои диалекти на сардинския език. Така латинската дума caelum („небе“), произнасяща се /kaelu(m)/ с първи звук /k/, става френската ciel, /sjɛl/, каталонската cel, /sɛl/, испанската cielo, /θiɛlo/ и португалската céu, /'sɛu/, всички започващи със /s/.
Характерно за западните романски езици е и появата на епентетична гласна, която се поставя в началото на всяка дума, започваща със s и следвана от друга съгласна. По този начин латинската дума spatha („меч“) се превръща в португалската и испанската espada, каталонската espasa, френската épée. Източните романски езици също спазват правилата за благозвучие, но епентезата се появява в предшестващия думата определителен член, когато има нужда. Така в италианския се е запазила думата от женски род spada като la spada, но думата от мъжки род spaghetto се променя от il spaghetto в lo spaghetto.

## Лексикални замествания
Много от думите от класическия латински биват заместени с други с подобно или близко значение. Най-често в разговорния език от множеството класически думи, отнасящи се за дадено понятие, остава в употреба само една, която най-често е и най-непретенциозната. Така например от класическата дума equus, кон, е заменена от caballus, „кранта“ (но отбележете, че румънската iapă, сардинската èbba, испанската yegua, и португалската égua, които означават „кобила“, произлизат от класическата equa). Класическата дума aequor, „море“, отстъпва на mare във всички езици. Някои от тези думи впоследствие изчезват в романските езици и после отново са заети директно от самия латински.
Промените в лексиката засягат дори основните граматически частици в латинския. Има толкова много, които са изчезнали безследно в дъщерните езици, като например an, at, autem, donec, enim, ergo, etiam, haud, igitur, ita, nam, postquam, quidem, quin, quod, quoque, sed, utrum, и vel.
От друга страна, тъй като простонародният и класическият латински през голяма част от историята си не са отделни езици, а единият е бил диалектен вариант на другия, някои романски езици запазват латински думи, които в повечето други езици са изчезнали. Например италианската ogni („всеки“) е съхранила латинската omnes. Други езици използват родствени думи на totus (във винителен падеж totum) за същото значение, например tutto на италиански, tudo на португалски, todo на испански, tot на каталонски, tout на френски и tot на румънски.
Често думи, които впоследствие отново са заети от престижния класически латински, могат да се намерят заедно с еволюиралите форми на същата дума. Липсата на закономерните фонетични промени, които е претърпяла другата дума от същия етимологически произход, е белег, че дадена дума е заемка от класическия латински. В испанския например простонародно латинската fungus (във винителен падеж fungum), „гъба, плесен“, станала hongo, с промяна от F в H, която е обичайна за испанския (сравнете filius > испански hijo, „син“, или facere > испански hacer, „правя“). Но hongo споделя едно семамтично гнездо с fungo, която чрез своята липса на очакваното звуково изменение доказва, че е била заета наново от латинския. Промяната F → H не се случила в италианския и португалския. В тези езици fungus се превърнала съответно във fungo и fongo.
Понякога дума от класическия се запазва заедно с дума от простонародния латински. В простонародния латински класическата дума caput, „глава“, отстъпва място на testa (първоначално означаваща „тенджера“, широко разпространена метафора из цяла Западна Европа – сравнете английската cup с немската Kopf) в някои западни романски езици, включително френски и италиански. Но италиански, френски и каталонски са съхранили латинската дума под формите capo, chef и cap, които имат много метафорични значения на „глава“, включително и „шеф“. В румънския латинският вариант се е запазил с първоначалното си значение в думата cap, заедно с ţeastă, и двете означаващи „глава“ в анатомичния смисъл на термина. В испански и португалски има cabeza/cabeça, произлизащи от capetia, видоизменена форма на caput, но testa се е запазила в португалския в думата за „чело“. Общо погледнато това показва често тенденция, наблюдавана при много обстоятелства – периферните диалекти имат склонността да са по-консервативни от централните диалекти.

## Граматически изменения

### Загуба на падежните форми
Звуковите промени, които настъпват в простонародния латински, затрудняват запазването на падежната система на имената на класическия и накрая обричат на гибел латинските склонения.
Отпадането на падежите става постепенно. Старофренският все още поддържа различие между именителен и косвен падеж (наречено cas-sujet/cas-régime), което, в зависимост от диалекта, изчезва или през дванайсетти, или през тринайсети век. В староокситански също имало подобна разлика, както и в много от рето-романските езици само допреди няколко столетия. Румънският все още пази отделен родителен/дателен падеж заедно със следи от звателен падеж.
Оразличаването между единствено и множествено число се отбелязва по два начина в романските езици. На север и запад от линията Ла Специя-Римини, която преминава през северна Италия, единствено число се разграничава от множествено обикновено чрез добавяне на окончание -s, което присъства в старите форми за винителен падеж, множествено число на съществителните от мъжки и женски род от всички склонения. На юг и изток от линията отличаването се е осъществява чрез изменения на крайната гласна, както е сега в съвременния стандартен италиански и румънски. Този начин запазва и обобщава окончанията на съществителните от първото и второто склонение в именителен падеж, множествено число.

### Поява на определителни и неопределителни членове
Трудно е да се определи моментът, в който възниква определителният член, несъществуващ в латинския, но пръсъстващ под някаква форма във всички романски езици. Това е така, защото разговорната реч, в която членът се появява, рядко се изписва. Това се променя, когато дъщерните езици вече са се раздалечили значително един от друг, но тогава вече член има – повечето текстове на ранен романски, които са стигнали до нас, представят членовете напълно развити.
Определителните членове са бивши показателни местоимения или прилагателни. Сравнете съдбата на латинските показателни прилагателни ille, illa, (illud) в романските езици: на френски се преврънали в le и la, на каталонски и испански – в el и la и на италиански – в il и la. Португалските o и a произлизат от същия източник. Сардинският в това отношение е тръгнал по свой собствен път на развитие, образувайки определителните си членове от ipsu(m), ipsa (su, sa). Някои каталонски и окситански диалекти имат членове от същия източник ipsu(m), ipsa, но в днешно време тези форми съществуват само на Балеарските острови и много остатъчно в Коста Брава. Докато мнозинството от романските езици поставят определителния член пред съществителното, румънският, подобно на български и албански, го поставя след него, например lupul („вълкът“) и omul („мъжът“ – от lupum illum у homo illum).
Заключение за отслабването на показателните местоимения може да се направи и от факта, че по това време законови и подобни текстове са гъмжели от изрази като prædictus, supradictus и прочее (всички по същество означаващи „гореспоменат“), които изглежда не означават нещо повече от „този“ или „онзи“. Григорий от Тур пише: Erat autem... beatissimus Anianus in supradicta ciuitate episcopus („Благословеният Анианус беше епископ в онзи град“). Първоначалните латински показателни прилагателни вече не се възприемат като достатъчно силно определящи. Възстановените форми от по-неофициалната реч навеждат на мисълта, че наследените от латинския прилагателни се усилват чрез съвместната им употреба с ecce (по произход междуметие: „погледни!“) или с eccu от класическия израз eccum („погледни го!“). Това е произходът на старофренските cil (ecce ille), cist (ecce iste) и ici (ecce hic); на испанското aquel и португалското aquele (eccu ille); на италианските questo (eccu istum), quello (eccu illum) и на отпадащото от употреба codesto (eccu tibi istum); на португалските acá/cá, (eccu hac), acolá (eccu illac) и aquém (eccu inde); и на много други форми.
unus, una (един) изпълнява службата на неопределителен член във всички дъщерни езици. Това е заложено още в класическия латински. Цицерон пише: cum uno gladiatore nequissimo („с един доста неморален гладиатор“). Това подсказва, че до първи век след Христа unus вече започва да измества quidam в значението на „някой“ или „известен“.

### Загуба на среден род
Под влияние на звуковите промени настъпъли в разговорния латински трите граматични рода на класически латински са изместени от двуродова система в романските езици (макар и с някои изключения, виж по-долу).
В модерните романски езици окончанието за именителен падеж -s е отпаднало и всички съществителни от второ склонение имат окончанието -u, -o или -Ø: MURUM > на италиански, испански muro, на френски mur и CAELUM > на италиански, испански cielo, на френски ciel. Старофренският все още има -s в именителен и -Ø във винителен падеж при двата първоначални рода (murs, ciels).
Някои съществителни от среден род от третото склонение се развиват в романските езици от основата си за косвените падежи, а други от тази за именителен/винителен падеж. Данните сочат, че средният род започва да се разпада отдавна, още през периода на Римската империя. Френската дума (le) lait, каталонската (la) llet, испанската (la) leche, португалската (o) leite, италианската (il) latte и румънската lapte(le) („мляко“) все произлизат от нестандартната, но вярна, латинска форма lacte за им./вин. п. ср. р., или от lactem за вин. п. м. р.; стандартната именителна и винителна форма в класическия латински е била lac. Забележете също, че в испанския тя е отнесена към женски род, докато на френски, португалски, италиански и румънски е от мъжки. Други съществителни от среден род обаче си запазват стандартните форми; френското nom, португалското nome и италианското nome („име“) са съхранили латинската именителна/винителан основа nomen, за разлика от испанския, където в думата nombre се използва косвената основа nominem.
Повечето съществителни от среден род в класическия латински завършват на -A или -IA в множествено число. Някои от тях са преразгледани като от женски род, единствено число като например gaudium, мн. ч. gaudia (радост(и)). Това е произходът на френската дума от ж. р., ед. ч. la joie (италианската la gioia е заемка от френския). Същият е случаят и с lignum, мн. ч. ligna (дървена пръчка/и), която дава началото на каталонската la llenya или на испанската la leña, които също са от женски род единствено число. Някои романски езици все още имат специална форма за множествено число за старите съществителни от среден род, които синтактично се третират като от женски: например BRACCHIUM: BRACCHIA („ръка(ръце)“) > на италиански (il) braccio: (le) braccia, на румънски braţ(ul): braţe(le). Сравнете също меровингския латински ipsa animalia aliquas mortas fuerant.
За форми като италианските l'uovo fresco („прясното яйце“) / le uova fresche („пресните яйца“) обикновено се дава задоволителното обяснение, че са от мъжки род, когато са в единствено число, и от женски, когато са в множествено, и че имат неправилно окончание за мн. ч. -a (хетероклити). Обаче може и да се каже, че uovo е просто едно правилно съществително от среден род (< ovum, мн. ч. ova) и че характерното окончание на думите, които се съгласуват с тези съществителни, е o за единствено и e за множествено число. Заради това съществуват разногласия дали има или няма съществителни от среден род в италианския и румънския.
Тези преобразувания са типични, когато дават възможност, за избягване на неправилни форми. На латински имената на дърветата са обикновено от женски род, но много от тях се скланят по парадигмата за второто склонение, в което преобладавали съществителни от мъжки и среден род. Латинската дума pirus („крушово дърво“), която е от женски род, но окончанието ѝ прилича да е за мъжки, се превърнала в съществително от мъжки род в италианския ((il) pero) и румънския (păr(ul)). На френски и испански тя е заменена от производните ѝ думи, които обаче са от мъжки род, (le) poirier, (el) peral, на португалски или на каталонски от производната ѝ дума, която е запазила женския род, (a) pereira, (la) perera.
Fagus („бук“), още едно съществително от женски род в мъжки дрехи, се е съхранило в някои диалекти като от мъжки род например в румънската fag(ul) или каталонската (el) faig. Други диалекти са го заместили с прилагателните му форми fageus или fagea („буков, направен от букова дървесина“), по този начин са се появили италианската дума (il) faggio, испанската (el) haya и португалската (a) faia.
Както обикновено, неправилностите са се задържали най-дълго в често употребявани думи. От думата от четвъртото склонение manus („ръка“), друго съществително име от женски род с „мъжко“ окончание, произлизат италианската и испанската (la) mano, каталонската (la) mà и португалската (a) mão, които са запазили женския си род, въпреки че на вид продължават да изглеждат като от мъжки.
С изключение на италианските и румънските „аномални“ (хетероклитични) съществителни, в другите по-важни романски езици няма следа от съществителни от среден род, но във всички има местоимения от среден род. Във френски: celui-ci, celle-ci, ceci; в испански: éste, ésta, esto („този“, „тази“, „това“); в италиански: gli, le, ci („на него“ м. р., „на нея“, „на него“ ср. р); в каталонски: el, la, ho („него“ м. р., „нея“, „него“ ср. р); в португалски: todo, toda, tudo („всеки“, „всяка“, „всичко“).
Някои разновидности на астурлеонския са запазили окончания за трите рода като например: bonu, bona, bono („добър“, „добра“, „добро“).
(Забележка: В испанския има среден род, изразяван чрез определителния член за среден род 'Lo', който обикновено се използва със съществителни, обозначаващи абстрактни категории: „lo bueno“, букв. „доброто“, то ест това което или всичко което е 'добро', от bueno: добър; „lo importante“, букв. „важното“, то ест това което или всичко което е 'важно'. „Sabes LO TARDE que es?“, буквално „Знаеш ли късното, което е?“, то ест „Знаеш ли колко е късно?“ от tarde: късен. Що се отнася до местоименията, в испанския има такова за среден род единствено число ello („то“), освен тези за мъжки и женски él, ella.)

### Увеличаване броя на предлозите
Загубата на продуктивната падежна система при съществителните имена в разговорния латински води до появата на множество нови предлози, които изместват синтактичната служба, която падежите изпълняват. Поради тази причина броят на използваните частици се увеличава и много нови се образуват чрез съединяване на стари.
В романските езици съществуват множество граматични частици като испанската donde, „къде“, получена от латинските de + unde, или френската dans („в“), от de intus („от вътрешността“), или dès („от(тогава)“ за време), от de + ex, чийто испански и португалски еквивалент – desde обаче е от de + ex + de. Испанската después и португалската depois, „след“, представляват de + ex + post. Някои от тези съставни думи се появавт в литературни текстове от периода на късната империя. Френската dehors, испанската de fuera и португалската de fora („отвън“) все се състоят от de + foris (румънската „afara“ е от ad + foris). Като доказателство за тези промени може да послужи текст от Свети Йероним, където пише si quis de foris venerit („ако някой отиде навън“).

### Глаголи
Фонетичните загуби, които повлияват на падежната система при имената засягат много по-слабо глаголните форми в простонародния латински език. В действителност, един глагол в деятелен залог в испански или друг модерен романски език все още силно прилича на латинския си предшественик. Един от факторите, който спомагат за запазване на глаголната система, е фактът, че силното тонично ударение в простонародния латински, заменящо лекото ударение в класическия, често пада на различни срички в спрегнатите форми на глагола. По този начин, въпреки че думата продължава да се развива фонетично, разликите между спрегнатите глаголни форми (почти) не изчезват.
Пример за това може да бъде даден с латинския глагол amare („обичам“), който спрегнат в сегашно време, първо лице единствено и множествено число е āmo („обичам“) и amāmus („обичаме“). Тъй като удареното A породило двугласна в старофренския, в този дъщерен език еквивалентът на първата е (j')aime, а на втората – (nous) amons. Въпреки че няколко фонеми се изгубват и в двата случая, различното положение на ударението помага да се запази разликата между двете думи, дори и с цената на превръщане на глагола в неправилен. Нормализиращи фактори са противодействали на този ефект при някои случаи (формата в модерния френски е nous aimons), но някои съвременни глаголи са запазили неправилността като например je viens („идвам“)/ nous venons („идваме“).
Друга група промени, които са вече в ход през първи век преди новата ера, са отпадането на определени крайни съгласни. Много езици обобщават окончанията за перфектно време в едно-единствено – aui, което е най-често срещаното в първото спрежение. По този начин фонетично окончанието се третира като двугласната /au/, а не като съдържащо полугласна – /awi/. Звукът /w/ в много случаи е бил изпускан и не е бил част от звуковата промяна от /w/ в /v/. По този начин латинските amaui, amauit („обичах“; „той/тя обичаше“) в много области преминават в протороманските amai и amaut, които се превръщат например в испанските amé, amó, португалските amei, amou. Това навежда на мисълта, че в говоримия език тези промени в спрежението са предшествали загубата на /w/.
В класическия латински, в продължение на хилядолетия се предпочитало използване на действителна глаголна система. За разлика от него в романските езици страдателният залог напълно изчезва, което налага замяната му със спомагателни глаголи – форми на „съм“ плюс страдателно причастие – или безлични възвратни форми.
Друга главна систематична промяна се наблюдава в бъдещото време, представяно във просточародния латински чрез спомагателни глаголи. Предполага се, че това се дължи на фонетично сливане на интервокалните /b/ и /v/, което прави формите за бъдеще време (като amabit) идентични с такива за перфектно време (като amauit). Това сливане създава неприемливо двусмислие и ново бъдеще време започва да се образува със спомагателния глагол habere (amare habeo, буквално „имам да обичам“). Впоследствие той се съкращава и се превръща в нова наставка, която може да се види в следните примери от съвременните романски езици:
- Френски: j'aimerai (je + aimer + ai) < aimer [„обичам“] + J'ai [„имам“].
- Португалски: amarei (amar + [h]ei) < amar [„обичам“] + hei [„имам“]
- Испански: amaré (amar + [h]e) < amar [„обичам“] + he [„имам“].
- Италиански: amerò (amar + [h]o) < amare [„обичам“] + ho [„имам“].

Произходът на наставката за бъдеще време като независима дума е особено очевиден в португалския, който понякога добавя винителните и дателните форми на местоименията между сричките на глагола в бъдеще време: „(аз) ще обичам“ (eu) amarei, но "„(аз) ще те обичам“ amar-te-ei, от amar + te [„теб“] + (eu) hei = amar+te+[h]ei = amar-te-ei. (В староиспанския нещата са били по същия начин.)